# Drubwang Shakya Shri
Drubwang Shakya Shri, aussi appelé Tokden Shakya Shri, est un maître tibétain du Mahamudra et du Dzogchen, traditions du bouddhisme tibétain, un yogi considéré comme un saint, né en 1853 et décédé le 17 juillet 1919,. Il est issu des traditions Drukpa Kagyu et Nyingma et il est l'un des Lama-racines de la lignée Ripa. Il est l'arrière-grand-père de Namkha Drimed Rinpotché, l'arrière-arrière-grand-père de Gyétrul Jigmé Rinpotché et l'arrière-arrière-grand-père de Khandro Tseyang Palmo. Sampho Jigme Wangchen Rimpoché a été reconnu comme sa réincarnation par Tokden Paksam Gyatso.